# تشينو مورينو
تشينو مورينو (بالإنجليزية: Chino Moreno)‏ هو مغني ومغن مؤلف وعازف قيثارة وموسيقي أمريكي، ولد في 20 يونيو 1973 في ساكرامنتو في الولايات المتحدة.

## وصلات خارجية
- الموقع الرسمي
- تشينو مورينو على موقع IMDb (الإنجليزية)
- تشينو مورينو على موقع ميوزك برينز (الإنجليزية)
- تشينو مورينو على موقع إن إن دي بي (الإنجليزية)
- تشينو مورينو على موقع أول ميوزيك (الإنجليزية)
- تشينو مورينو على موقع ديسكوغز (الإنجليزية)
- تشينو مورينو على موقع قاعدة بيانات الفيلم (الإنجليزية)